# Đại Phúc, Thái Nguyên
Đại Phúc là một xã ở phía tây nam của tỉnh Thái Nguyên, Việt Nam.

## Địa lý
Xã Đại Phúc có vị trí địa lý:
- Phía đông giáp xã An Khánh, phường Quyết Thắng và xã Tân Cương
- Phía tây giáp xã La Bằng, qua hồ Núi Cốc giáp các xã Đại Từ và Vạn Phú
- Phía nam giáp xã Quân Chu và phường Phúc Thuận
- Phía bắc giáp xã Phú Lạc và xã An Khánh.

Xã Đại Phúc có diện tích 107,47 km², dân số năm 2025 là 39.220 người. Khu vực được quy hoạch tập trung phát triển về du lịch, thương mại, dịch vụ (sân golf, nghỉ dưỡng), tạo cực tăng trưởng mới, nâng cao tỷ lệ kinh tế xanh trong cơ cấu kinh tế của tỉnh Thái Nguyên. Việc thành lập xã được cho là cần thiết để mở rộng không gian phát triển, phát huy được tiềm năng của Khu du lịch quốc gia Hồ Núi Cốc. Hạ tầng giao thông của xã có quốc lộ 37, đường tỉnh lộ 267, 270, các tuyến đường nội thị thành phố Thái Nguyên cũ và đường quy hoạch ven hồ Núi Cốc.

## Lịch sử
Tên gọi “Đại Phúc” được đặt theo chữ đầu của ba xã Phúc Xuân, Phúc Trìu, Phúc Tân, là các xã lớn hình thành nên đơn vị hành chính mới. Tên "Đại Phúc" mang ý nghĩa "phúc lớn", thể hiện mong muốn về một vùng đất thịnh vượng, phát triển, đem lại cuộc sống tốt đẹp cho người dân trên địa bàn.
Năm 1958, một phần diện tích và dân số của xã Hùng Sơn được tách ra để thành lập thị trấn Đại Từ, là thị trấn huyện lỵ huyện Đại Từ. Năm 2013, Chính phủ ban hành nghị quyết sáp nhập toàn bộ diện tích và dân số của xã Hùng Sơn vào thị trấn Đại Từ để thành lập thị trấn Hùng Sơn. Năm 2019, thị trấn Hùng Sơn được Bộ Xây dựng công nhận là đô thị loại IV.
Phần lớn địa bàn xã Phúc Tân trước đó là xã Phúc Thọ thuộc huyện Đại Từ. Đến năm 1974, khi hồ Núi Cốc được xây dựng, phần lớn diện tích xã Phúc Thọ bị chìm trong lòng hồ. Năm 1983, thành lập xã Phúc Tân trên cơ sở sáp nhập xã Phúc Thọ của huyện Đại Từ và các xóm Tân Thắng, Đồng Đẳng của xã Phúc Thuận, huyện Phổ Yên và xóm Yên Ninh của xã Phúc Trìu, huyện Đồng Hỷ. Giao xã Phúc Tân cho huyện Đồng Hỷ quản lý. Đồng thời, sáp nhập xóm Quyết Tiến của xã Tân Thái vào xã Bình Thuận.
Năm 1985, một số xã của huyện Đồng Hỷ sáp nhập vào thành phố Thái Nguyên, bao gồm xã Phúc Xuân và Phúc Trìu; đồng thời chuyển xã Phúc Tân về huyện Phổ Yên.
Tháng 6 năm 2025, xã Đại Phúc được thành lập trên cơ sở nhập toàn bộ diện tích tự nhiên, quy mô dân số của  xã Phúc Xuân (diện tích tự nhiên là 18,50 km²; dân số là 6.219 người); xã Phúc Trìu (diện tích tự nhiên là 20,68 km²; dân số là 6.759 người) của thành phố Thái Nguyên; xã Tân Thái (diện tích tự nhiên là 19,68 km²; dân số là 4.442 người); thị trấn Hùng Sơn (diện tích tự nhiên là 14,52 km²; dân số là 18.135 người) của huyện Đại Từ; xã Phúc Tân (diện tích tự nhiên là 34,09 km²; dân số là 3.665 người) của thành phố Phổ Yên. Trụ sở làm việc của xã nằm tại trụ sở xã Phúc Xuân cũ.

## Hành chính
Đến năm 2009, thị trấn Đại Từ có tám tổ dân phố là Chợ 1, Chợ 2, Sơn Tập 1, Sơn Tập 2, Sơn Tập 3, Mới, Đình, Cầu Thông. Xã Hùng Sơn có 17 xóm từ 1-12 và 12-18. Đến năm 2015, 4 xóm, tổ dân phố của thị trấn Hùng Sơn thị trấn Hùng Sơn sẽ có 20 tổ dân phố và bảy xóm khi xóm Cầu Thành chuyển thành tổ dân phố Cầu Thành 1; xóm Táo đổi thành tổ dân phố Cầu Thành 2; xóm Cầu Thông chuyển thành tổ dân phố Cầu Thông 2; tổ dân phố Cầu Thông chuyển thành tổ dân phố Cầu Thông 1; đồng thời, chuyển tên 8 xóm thành tổ dân phố gồm: Bàn Cờ, An Long, Liên Giới, Đồng Trũng, Trung Hoà, Sơn Hà, Phú Thịnh, Đá Mài và thành lập mới tổ dân phố Liên Sơn. Năm 2019, sáp nhập xóm 8 và tổ dân phố Đá Mài thành tổ dân phố Hợp Thành, sáp nhập hai tổ dân phố Mới và Sơn Tập 1 thành tổ dân phố Tân Sơn.
Đến năm 2009, xã Tân Thái được chia thành 10 xóm: Đồng Tiến, Yên Thái, Đồng Đảng, Sơn Đô, Thái Hòa, Dốc Đỏ, Suối Cái, Bãi Bằng, Gốc Mít, Tân Lập. Năm 2019, sáp nhập hai xóm Thái Hòa và Sơn Đô thành xóm Thái Sơn.
Đến năm 2009, xã Phúc Xuân được chia thành 15 xóm: Cao Khánh, Cao Trăng, Cây Sy, Cây Thị, Dộc Lầy, Đèo Đá, Đồng Kiệm, Đồng Lạnh, Giữa 1, Giữa 2, Khuân Năm, Long Giang, Núi Nến, Trung Tâm, Xuân Hòa. Năm 2019, sáp nhập hai xóm Khuân Năm và Dộc Lầy thành xóm Khuôn Năm, sáp nhập xóm Đèo Đá và một phần của hai xóm Cao Trăng, Cây Sy vào xóm Cây Thị, sáp nhập xóm Cao Khánh vào phần còn lại của xóm Cây Sy, sáp nhập một phần xóm Xuân Hòa vào phần còn lại của xóm Cao Trăng, sáp nhập xóm Long Giang vào xóm Đồng Lạnh, sáp nhập hai xóm Giữa 1 và Giữa 2 thành xóm Giữa, sáp nhập xóm Đồng Kiệm và một phần xóm Núi Nến thành xóm Nhà Thờ, sáp nhập phần còn lại của hai xóm Xuân Hòa và Núi Nến vào xóm Trung Tâm.
Đến năm 2009, xã Phúc Trìu được chia thành 15 xóm: Rừng Chùa, Thanh Phong, Đồng Nội, xóm Chợ, Nhà thờ, Lai Thành, Cây Re, Khuôn 1, Khuôn 2, Phúc Thuần, Đồi Chè, Đá Dựng, Soi Mít, Phúc Tiến, Hồng Phúc. Năm 2019, sáp nhập xóm Thanh Phong vào xóm Rừng Chùa, sáp nhập hai xóm Khuôn 1 và Khuôn 2 thành xóm Khuôn, sáp nhập hai xóm Lai Thành và Cây Re thành xóm Phúc Thành, sáp nhập xóm Đồi Chè và xóm Đá Dựng thành xóm Chè, sáp nhập xóm Hồng Phúc vào xóm Phúc Tiến.
Đến năm 2009, xã Phúc Tân được chia thành 11 xóm, đánh số từ 1-11.